# Константа Бруна
В 1919 году Вигго Брун показал, что сумма обратных значений для чисел-близнецов сходится к некоторой константе, которая получила название Константа Бруна для чисел-близнецов:
{\displaystyle B_{2}=\left({\frac {1}{3}}+{\frac {1}{5}}\right)+\left({\frac {1}{5}}+{\frac {1}{7}}\right)+\left({\frac {1}{11}}+{\frac {1}{13}}\right)+\left({\frac {1}{17}}+{\frac {1}{19}}\right)+\left({\frac {1}{29}}+{\frac {1}{31}}\right)+\cdots }
Данный вывод интересен тем, что если бы эта сумма расходилась, то тем самым была бы доказана бесконечность последовательности пар чисел-близнецов. В настоящее время неизвестно, является ли константа Бруна иррациональным числом, но если это будет доказано, то отсюда будет следовать бесконечность последовательности пар чисел-близнецов. Доказательство рациональности константы Бруна оставит проблему чисел-близнецов открытой.
Существующими в настоящее время методами константу Бруна чрезвычайно трудно вычислить с высокой точностью. Строго доказаны границы {\displaystyle 1{,}83<B_{2}<2{,}1754}. Вычисления, использующие некоторые недоказанные гипотезы, дают оценку {\displaystyle 1{,}902160583190\pm 0{,}000000001175}.
Аналогично существует константа Бруна для простых четверок. Простая четверка — это две пары чисел-близнецов, расстояние между которыми равно 4. Первые простые четверки — это (5, 7, 11, 13), (11, 13, 17, 19), (101, 103, 107, 109). Константа Бруна для простых четверок, которая обозначается B4, представляет собой сумму чисел, обратных числам в этих четверках:
{\displaystyle B_{4}=\left({\frac {1}{5}}+{\frac {1}{7}}+{\frac {1}{11}}+{\frac {1}{13}}\right)+\left({\frac {1}{11}}+{\frac {1}{13}}+{\frac {1}{17}}+{\frac {1}{19}}\right)+\left({\frac {1}{101}}+{\frac {1}{103}}+{\frac {1}{107}}+{\frac {1}{109}}\right)+\cdots }